# Edwardsville (Alabama)
Pour les articles homonymes, voir Edwardsville (homonymie).
Edwardsville est une ville du comté de Cleburne, en Alabama, aux États-Unis,.
Les premiers colons arrivent dans la région actuelle, vers 1828, provenant de la Caroline du Sud et de Géorgie. La communauté est initialement connue sous le nom de Fair Play, lorsqu'un bureau de poste est créé en 1847. La ville est baptisée Edwardsville, en 1866, en l'honneur de William Edwards, propriétaire qui fait don de terres pour y établir une ville qui pourrait faire office de siège du comté, nouvellement créé, en 1867. Le bureau de poste faisait également office de tribunal. La  ville est incorporée en 1896.

## Démographie
| 1880 | 1890 | 1900 | 1910 | 1920 | 1930 | 1940 | 1950 |
| ---- | ---- | ---- | ---- | ---- | ---- | ---- | ---- |
| 207  | 446  | 448  | 303  | 334  | 226  | 194  | 179  |

| 1960 | 1970 | 1980 | 1990 | 2000 | 2010 | - | - |
| ---- | ---- | ---- | ---- | ---- | ---- | - | - |
| 168  | 146  | 207  | 118  | 186  | 202  | - | - |

## Source de la traduction
- (en) Cet article est partiellement ou en totalité issu de l’article de Wikipédia en anglais intitulé « Edwardsville, Alabama » (voir la liste des auteurs).